# Anneli Taina
Anneli Kristiina Taina (ur. 21 czerwca 1951 w Imatrze) – fińska polityk i działaczka samorządowa, posłanka do Eduskunty, minister gospodarki mieszkaniowej (1995) oraz minister obrony (1995–1999).

## Życiorys
W 1975 uzyskała magisterium z nauk społecznych, wykonywała zawód pracownika socjalnego. Działaczka Partii Koalicji Narodowej. W latach 1981–1996 zasiadała w radzie miejskiej w Tampere, a od 1985 do 1987 była członkinią władz wykonawczych tej miejscowości. W latach 1987–1999 wykonywała mandat deputowanej do fińskiego parlamentu.
Od stycznia do kwietnia 1995 pełniła funkcję ministra w ministerstwie środowiska w rządzie, którym kierował Esko Aho. Od kwietnia 1995 do kwietnia 1999 sprawowała urząd ministra obrony w gabinecie Paava Lipponena. W 2000 została przewodniczącą organizacji kobiecej swojego ugrupowania. W latach 2002–2003 była dyrektorem okręgu w instytucji ubezpieczeniowej Kela. Od 2004 do 2009 pełniła funkcję gubernatora prowincji Finlandia Południowa. W latach 2010–2014 kierowała Regionalną Państwową Agencją Administracyjną Finlandii Południowej.